# 18964 Fairhurst
18964 Fairhurst este un asteroid din centura principală de asteroizi.

## Descriere
18964 Fairhurst este un asteroid din centura principală de asteroizi. A fost descoperit pe 31 august 2000 la Socorro, New Mexico, în cadrul proiectului LINEAR. Asteroidul prezintă o orbită caracterizată de o semiaxă mare de 2,46 ua, o excentricitate de 0,16 și o înclinație de 2,9° în raport cu ecliptica.